# BMW X6
El BMW X6 es un automóvil todoterreno de gran lujo del segmento E del fabricante alemán BMW, que salió a la venta en enero de 2008 junto con su presentación en el Salón del Automóvil de Detroit. Se basa en gran parte en el BMW X5 pero con una silueta más deportiva, semejante a un cupé. Es un cinco puertas con cuatro plazas, motor delantero longitudinal y tracción a las cuatro ruedas.

## Primera generación (E71, 2008-2014)

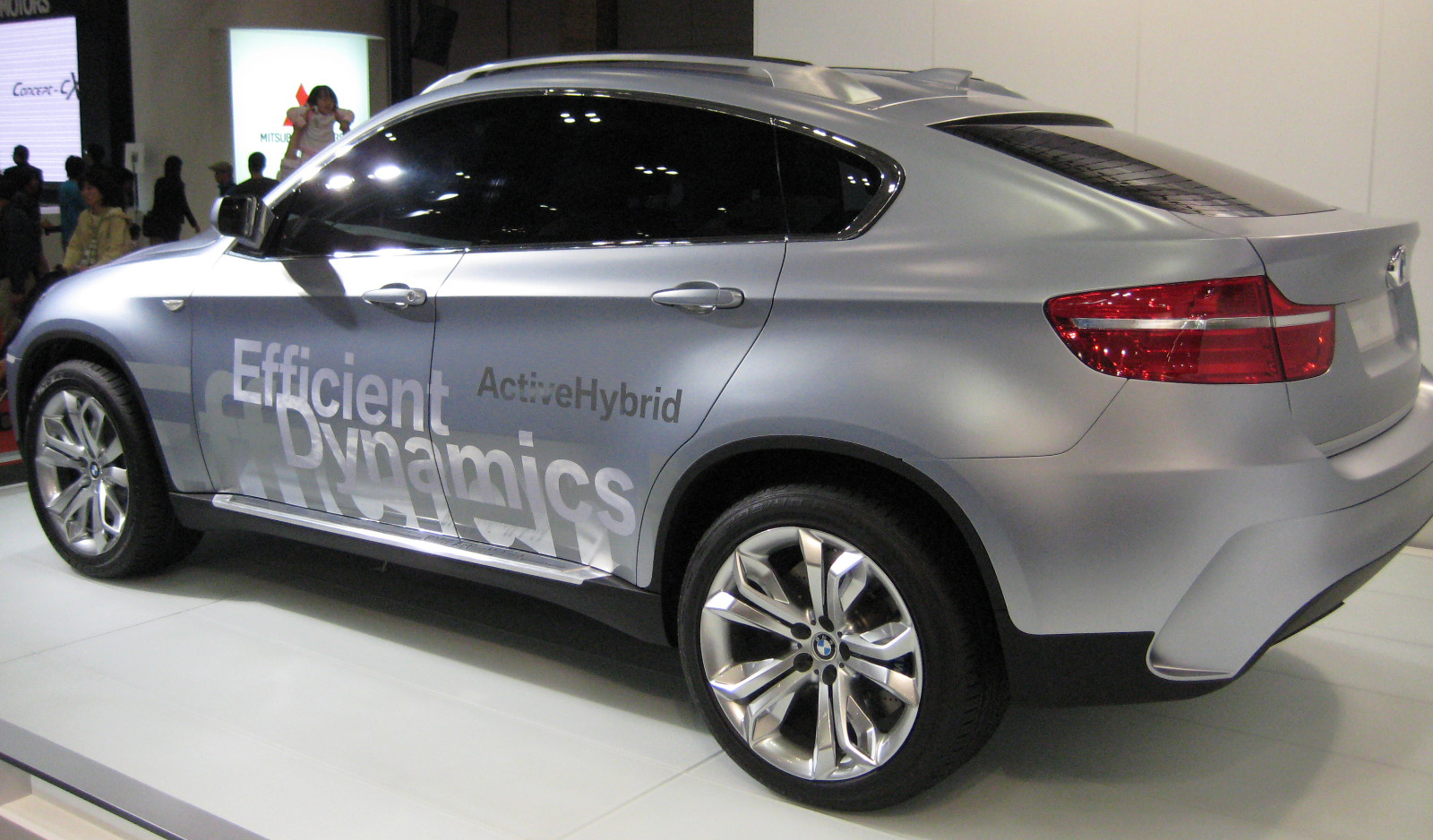
BMW Concept X6 ActiveHybrid.

Dos prototipos fueron presentados en el Salón del Automóvil de Frankfurt de 2007, uno con propulsión tradicional ("Concept X6") y uno con propulsión híbrida ("Concept X6 ActiveHybrid").
Los dos motores que se ofrecerán inicialmente son gasolina: un seis cilindros en línea de 3.0 litros con dos turbocompresores y 306 CV de potencia máxima, y un ocho cilindros en V de 4.4 litros de cilindrada y 408 CV de potencia máxima. Se esperan dos variantes Diésel de 3.0 litros de cilindrada con uno y dos turbocompresores de geometría variable, inyección directa common-rail y 235 y 286 CV para fines de 2008, así como una variante híbrida.
Su frente es elegante y algo sobrio con la parrilla que usan todos los BMW. Sus faros frontales terminan en ángulo, concluyendo en el corte lateral que alberga las manijas de la puerta y que va hasta las luces traseras. Los pequeños faros direccionales van en forma de triángulo y la parte que cubre los espejos viene con el color de la carrocería. Además de una línea cromada, cuenta con dos exploradoras en forma de círculo, con el contorno cromado. Las puertas no tienen marco, lo que da al vehículo un corte más deportivo.
El X6 estrena el sistema "BMW Dynamic Perfomance Control". Este mecanismo permite variar el torque que producen las ruedas traseras de forma independiente y que está concebido para obtener la máxima estabilidad tanto en fases de aceleración como de frenado. Este sistema permite, por ejemplo, tomar las curvas a mayor velocidad, reduciendo el torque de las ruedas interiores y aumentándolo en las exteriores (que cubren un mayor recorrido). El sistema es incluso capaz de aplicar un momento negativo a una rueda trasera y positivo a la otra rueda. En 2012 el X6 fue renovado a la mitad de su vida comercial.

### Motorizaciones
| Periodo                        | 2008-2010                                       | 2010-2014                                                 | 2008-2014                                             | 2009-2014                                       |                |                |
| Identificación del motor       | N54 B30                                         | N55 B30                                                   | N63 B44                                               | S63 B44                                         |                |                |
| Tipo de motor                  | L6 24v, inyección directa, biturbo, intercooler | L6 24v, inyección directa, turbo twin-scroll, intercooler | V8 32v, inyección directa, biturbo, intercooler       | V8 32v, inyección directa, biturbo, intercooler |                |                |
| Diámetro x carrera             | 84.0 mm × 89.6 mm                               | 84.0 mm × 89.6 mm                                         | 89.0 mm × 88.3 mm                                     | 89.0 mm × 88.3 mm                               |                |                |
| Cilindrada                     | 2979 cm³                                        | 2979 cm³                                                  | 4395 cm³                                              | 4395 cm³                                        |                |                |
| Relación de compresión         | 10.2: 1                                         | 10.2: 1                                                   | 10.0: 1                                               | 10.0: 1                                         |                |                |
| Potencia máxima: CV (kW) @ rpm | 306 CV (225 kW) @ 5800-6250                     | 306 CV (225 kW) @ 5800                                    | 408 CV (300 kW) @ 5500-6400                           | 555 CV (408 kW) @ 6000                          |                |                |
| Par máximo: Nm @ rpm           | 400 Nm @ 1300-5000                              | 400 Nm @ 1200-5000                                        | 600 Nm @ 1750-4500                                    | 680 Nm @ 1500-5650                              |                |                |
| Tracción                       | Total (xDrive)                                  | Total (xDrive)                                            | Total (xDrive)                                        | Total (xDrive)                                  | Total (xDrive) | Total (xDrive) |
| Transmisión                    | Automática, 6 velocidades                       | Automática, 8 velocidades                                 | Automática, 6 velocidades / Automática, 8 velocidades | Automática, 6 velocidades                       |                |                |
| Peso                           | 2145 kg                                         | 2145 kg                                                   | 2265 kg                                               | 2380 kg                                         |                |                |
| Aceleración 0–100 km/h         | 6.7 s                                           | 6.7 s                                                     | 5.4 s                                                 | 4.7 s                                           |                |                |
| Velocidad máxima               | 240 km/h                                        | 240 km/h                                                  | 250 km/h (Limitada electrónicamente)                  | 250 km/h (Limitada electrónicamente)            |                |                |
| Consumo combinado (L/100 km)   | 10.9                                            | 10.1                                                      | 12.5-12.9                                             | 13.9                                            |                |                |

| Periodo                        | 2008-2010                                                  | 2010-2014                                                  | 2008-2010                                                    | 2010-2014                                                    | 2012-2014                                                     |
| Identificación del motor       | M57 TU2D30                                                 | N57 D30OL                                                  | M57 TU2D30 TOP                                               | N57 D30 TOP                                                  | N57 30S                                                       |
| Tipo de motor                  | L6 24v, inyección directa, common-rail, turbo, intercooler | L6 24v, inyección directa, common-rail, turbo, intercooler | L6 24v, inyección directa, common-rail, biturbo, intercooler | L6 24v, inyección directa, common-rail, biturbo, intercooler | L6 24v, inyección directa, common-rail, triturbo, intercooler |
| Diámetro x carrera             | 84.0 mm × 90.0 mm                                          | 84.0 mm × 90.0 mm                                          | 84.0 mm × 90.0 mm                                            | 84.0 mm × 90.0 mm                                            | 84.0 mm × 90.0 mm                                             |
| Cilindrada                     | 2993 cm³                                                   | 2993 cm³                                                   | 2993 cm³                                                     | 2993 cm³                                                     | 2993 cm³                                                      |
| Relación de compresión         | 17.0: 1                                                    | 16.5: 1                                                    | 17.0: 1                                                      | 16.5: 1                                                      | 16.5: 1                                                       |
| Potencia máxima: CV (kW) @ rpm | 235 CV (173 kW) @ 4000                                     | 245 CV (180 kW) @ 4000                                     | 286 CV (210 kW) @ 4400                                       | 306 CV (225 kW) @ 4400                                       | 381 CV (280 kW) @ 4000-4400                                   |
| Par máximo: Nm @ rpm           | 520 Nm @ 2000-2750                                         | 540 Nm @ 1750-3000                                         | 580 Nm @ 1750-2250                                           | 600 Nm @ 1500-2500                                           | 740 Nm @ 2000-3000                                            |
| Tracción                       | Total (xDrive)                                             | Total (xDrive)                                             | Total (xDrive)                                               | Total (xDrive)                                               | Total (xDrive)                                                |
| Transmisión                    | Automática, 6 velocidades                                  | Automática, 8 velocidades                                  | Automática, 6 velocidades                                    | Automática, 8 velocidades                                    | Automática, 8 velocidades                                     |
| Peso                           | 1940-2150 kg                                               | 2150 kg                                                    | 1950-2185 kg                                                 | 2185 kg                                                      | 2225-2285 kg                                                  |
| Aceleración 0–100 km/h         | 8.0 s                                                      | 7.5 s                                                      | 6.9 s                                                        | 6.5 s                                                        | 5.3 s                                                         |
| Velocidad máxima               | 210 km/h                                                   | 222 km/h                                                   | 236 km/h                                                     | 236 km/h                                                     | 250 km/h (Limitada electrónicamente)                          |
| Consumo combinado (L/100 km)   | 8.2                                                        | 7.4                                                        | 8.3                                                          | 7.5                                                          | 7.7                                                           |

#### xDrive35i
- Motor:
  - Cilindros/válvulas 6/4
  - Cilindrada (cm³) 2.979
  - Carrera/diámetro de cilindros (mm) 89,6/84,0
  - Potencia máxima en CV a rpm 306 /5.800-6.250
  - Par máximo régimen (Nm/rpm) 400 /1.300-5.000

- Peso:
  - Peso en vacío EU (kg) 2.145
  - Peso total admisible (kg) 2.670
  - Peso admisible a remolcar (kg) 600
  - Peso admisible sobre el eje delantero/trasero (kg) 1.280/1.470

- Prestaciones:
  - Coeficiente aerodinámico (cw) 0,34
  - Velocidad máxima (km/h) 250
  - Aceleración 0-100 km/h (en s) 6,7

- Consumo:
  - Urbano (1-100 km/h) 14,9
  - Interurbano (1-100 km/h) 8,6
  - Mixto (1-100 km/h) 10,9
  - Emisiones de CO2 (g/km) 262
  - Capacidad aproximada del depósito (I) 85

#### xDrive50i
- Motor:
  - Cilindros/válvulas 8/4
  - Cilindrada (cm³)  4.395
  - Carrera/diámetro de cilindros (mm) 88,3/89,0
  - Potencia máxima en CV a rpm 407 /5.500-6.400
  - Par máximo régimen (Nm/rpm) 600/1.800-4.500

- Peso:
  - Peso en vacío EU (kg) 2.265
  - Peso total admisible (kg) 2.840
  - Peso admisible a remolcar (kg) 650
  - Peso admisible sobre el eje delantero/trasero (kg) 1.400/1.520

- Prestaciones:
  - Coeficiente aerodinámico (cw) 0,36
  - Velocidad máxima (km/h) 250
  - Aceleración 0-100 km/h (en s) 4,6

- Consumo:
  - Urbano (1-100 km/h) 17,6
  - Interurbano (1-100 km/h) 9,5
  - Mixto (1-100 km/h) 12,5
  - Emisiones de CO2 (g/km) 299
  - Capacidad aproximada del depósito (I) 85

#### xDrive30d
- Motor:
  - Cilindros/válvulas 6/4
  - Cilindrada (cm³)  2.993
  - Carrera/diámetro de cilindros (mm) 90,0/84,0
  - Potencia máxima en CV a rpm 173 (235)/4.000
  - Par máximo régimen (Nm/rpm) 520/2.000-2.750

- Peso:
  - Peso en vacío EU (kg) 2.150
  - Peso total admisible (kg) 2.675
  - Peso admisible a remolcar (kg) 600
  - Peso admisible sobre el eje delantero/trasero (kg) 1.280/1.470

- Prestaciones:
  - Coeficiente aerodinámico (cw) 0,33
  - Velocidad máxima (km/h) 220
  - Aceleración 0-100 km/h (en s) 8,0

- Consumo:
  - Urbano (1-100 km/h) 10,4
  - Interurbano (1-100 km/h) 7,0
  - Mixto (1-100 km/h) 8,2
  - Emisiones de CO2 (g/km) 217
  - Capacidad aproximada del depósito (I) 85

#### xDrive35d (Ya no se incorpora esta motorización en el modelo)
- Motor:
  - Cilindros/válvulas ?
  - Cilindrada (cm³)  2.993

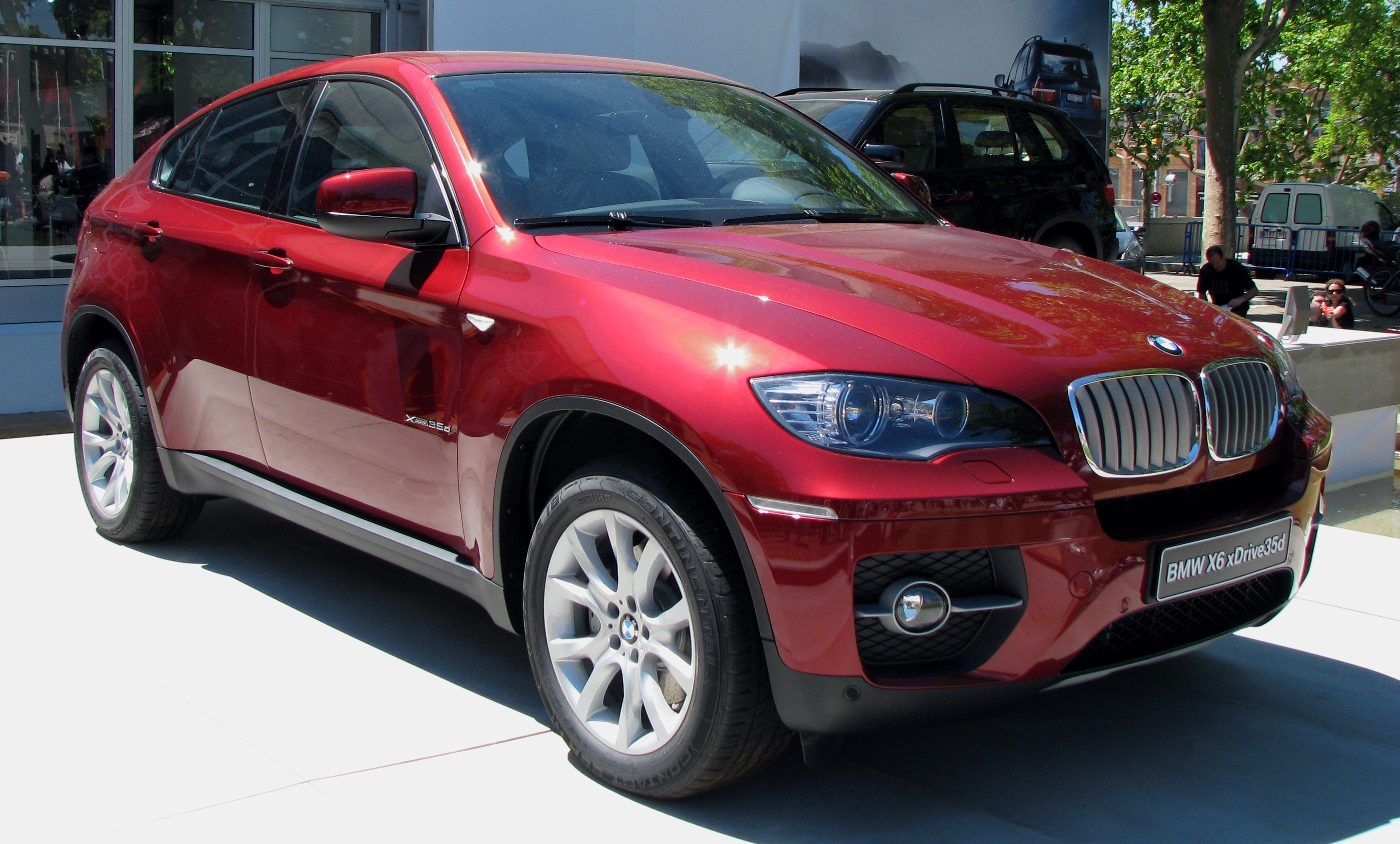
BMW X6 xDrive35d en el Salón Internacional del Automóvil de Barcelona 2009.

  - Carrera/diámetro de cilindros (mm) ?
  - Potencia máxima en CV a rpm 210 (286)/4.400
  - Par máximo régimen (Nm/rpm) 580/1.750-2.250

- Peso:
  - Peso en vacío EU (kg) 2.185
  - Peso total admisible (kg) ?
  - Peso admisible a remolcar (kg) ?
  - Peso admisible sobre el eje delantero/trasero (kg) ?

- Prestaciones:
  - Coeficiente aerodinámico (cw) ?
  - Velocidad máxima (km/h) 236
  - Aceleración 0-100 km/h (en s) 6,9

- Consumo:
  - Urbano (1-100 km/h) ?
  - Interurbano (1-100 km/h) ?
  - Mixto (1-100 km/h) 8,3
  - Emisiones de CO2 (g/km) 220
  - Capacidad aproximada del depósito (I) ?

## Segunda generación (F16, 2014-2020)
La segunda generación del bmw x6 está disponible desde diciembre.La versión Xdrive M50d está disponible desde noviembre de 2014 y la versión Xdrive 35i está recientemente disponible.
El BMW X6 apenas presenta cambios frente a su predecesor. Estéticamente sí cuenta con ciertas novedades respecto al modelo que vio la luz en 2008, pero estas son bastante ligeras y en lo referido a sus dimensiones prácticamente se mantienen intactas. Lo único que se modifica es la longitud total, que crece hasta los 4,9 metros. Pero si el BMW X6 se caracteriza por algo, como buen SAC (Sports Activity Coupé) que es, es por contar con un comportamiento más afinado de lo que nos tiene acostumbrados los SUV 'premium'. De hecho, ese es uno de los aspectos a los que más atención se ha prestado en esta nueva versión X6 2015. La segunda generación del BMW X6 sigue apostando por el sistema de tracción integral xDrive para optimizar la capacidad de tracción. Aunque siempre se puede mejorar opcionalmente con funciones de adaptación automática del chasis como el 'Dynamic Performance Control' con el fin de aumentar el comportamiento deportivo del coche. Un dispositivo que se ofrece junto con el sistema de supresión activa de inclinaciones 'Dynamic Drive'. Pero no deja de lado el confort, que se incrementa con la amortiguación neumática del eje posterior y con el sistema de control dinámico de la amortiguación DDC. Estos sistemas no solamente están contenidos en la versión Confort del sistema de adaptación automática del chasis. También son parte del chasis M de adaptación automática (de serie en el modelo BMW X6 M50d y parte del kit deportivo M, disponible para diversas variantes del modelo), que permite activar un reglaje específico más deportivo. 
Como es lógico, se ha trabajado para mejorar las prestaciones. Para ello la gama de motores en el nuevo BMW X6 incluye un propulsor V8 de última generación de 450 CV montado en el BMW X6 xDrive50i, el motor diésel de seis cilindros en línea con 258 CV del xDrive30d y otro motor diésel de seis cilindros en línea, provisto de tres turbo, que tiene una potencia de 381 CV, para el BMW X6 M50d. Gracias a la tecnología BMW TwinPower Turbo, a la caja de cambios deportiva de ocho marchas con función Steptronic y levas en el volante (incluida de serie), a la aplicación de numerosas soluciones de la tecnología BMW EfficientDynamics, así como a la mejora de las cualidades aerodinámicas, las mejoradas prestaciones del X6 van de la mano con un consumo promedio reducido en hasta un 22%. Además, la gama se amplia con el BMW X6 xDrive35i (306 CV) y el BMW X6 xDrive40d (313 CV). 
El interior del BMW X6 de segunda generación está basado en el del BMW X5 y el equipamiento de serie se ha ampliado considerablemente en comparación con el modelo anterior. Incluye faros bixenón, llantas de aleación de 19 pulgadas, accionamiento automático del portón del maletero y un tapizado de piel. Ahora el BMW X6 dispone de faros LED de orientación automática del haz de luz, acceso de confort con función de abrir y cerrar el portón del maletero sin establecer contacto con él, así como navegador con 'Touch Controller', el equipo de audio Bang & Olufsen y el nuevo sistema de entretenimiento Professional para los pasajeros que ocupan los asientos posteriores. Tecnológicamente cuenta con el conjunto de sistemas de seguridad Driving Assistant de BMW ConnnectedDrive: Driving Assistant Plus con función de información sobre retenciones de tráfico en autopistas, el asistente para aparcar BMW Park Assistant, el sistema de visión panorámica Surround View, el de visión nocturna BMW Night Vision con haz de luz dirigido automáticamente Dynamic Light Spot, la función de información sobre límites de velocidad Speed Limit Info, así como todos los servicios de entretenimiento en línea. Sin olvidar la función de llamada de emergencia inteligente es parte del equipamiento de serie del nuevo BMW X6.

### Motorizaciones
| Periodo                        | 2014-presente                                             | 2014-presente                                   | 2014-presente                                   |        |
| Identificación del motor       | N55 B30                                                   | N63 TUB44                                       | S63 TUB44                                       |        |
| Tipo de motor                  | L6 24v, inyección directa, turbo twin-scroll, intercooler | V8 32v, inyección directa, biturbo, intercooler | V8 32v, inyección directa, biturbo, intercooler |        |
| Diámetro x carrera             | 84.0 mm × 89.6 mm                                         | 89.0 mm × 88.3 mm                               | 89.0 mm × 88.3 mm                               |        |
| Cilindrada                     | 2979 cm³                                                  | 4395 cm³                                        | 4395 cm³                                        |        |
| Relación de compresión         | 10.2: 1                                                   | 10.0: 1                                         | 10.0: 1                                         |        |
| Potencia máxima: CV (kW) @ rpm | 306 CV (225 kW) @ 5800-6250                               | 450 CV (330 kW) @ 5500-6000                     | 575 CV (423 kW) @ 6000-6500                     |        |
| Par máximo: Nm @ rpm           | 400 Nm @ 1200-5000                                        | 650 Nm @ 1750-4500                              | 750 Nm @ 2200-5000                              |        |
| Tracción                       | Total (xDrive)                                            | Total (xDrive)                                  | Total (xDrive)                                  |        |
| Transmisión                    | Automática, 8 velocidades                                 | Automática, 8 velocidades                       | Automática, 8 velocidades                       |        |
| Peso                           | 2100 kg                                                   | 2245 kg                                         | 2340 kg                                         |        |
| Aceleración 0–100 km/h         | 6.4 s                                                     | 4.8 s                                           | 4.2 s                                           |        |
| Velocidad máxima               | 240 km/h                                                  | 250 km/h (Limitada electrónicamente)            | 250 km/h (Limitada electrónicamente)            |        |
| Consumo combinado (L/100 km)   | 8.5-8.6                                                   | 9.7                                             | 11.1                                            |        |
| Normativa anticontaminación    | Euro 6                                                    | Euro 6                                          | Euro 6                                          | Euro 6 |

| Periodo                        | 2014-presente                                              | 2014-presente                                                | 2014-presente                                                 |        |        |
| Identificación del motor       | N57 D30OL                                                  | N57 D30 TOP                                                  | N57 30S                                                       |        |        |
| Tipo de motor                  | L6 24v, inyección directa, common-rail, turbo, intercooler | L6 24v, inyección directa, common-rail, biturbo, intercooler | L6 24v, inyección directa, common-rail, triturbo, intercooler |        |        |
| Diámetro x carrera             | 84.0 mm × 90.0 mm                                          | 84.0 mm × 90.0 mm                                            | 84.0 mm × 90.0 mm                                             |        |        |
| Cilindrada                     | 2993 cm³                                                   | 2993 cm³                                                     | 2993 cm³                                                      |        |        |
| Relación de compresión         | 16.5: 1                                                    | 16.5: 1                                                      | 16.5: 1                                                       |        |        |
| Potencia máxima: CV (kW) @ rpm | 258 CV (190 kW) @ 4000                                     | 313 CV (230 kW) @ 4400                                       | 381 CV (280 kW) @ 4000-4400                                   |        |        |
| Par máximo: Nm @ rpm           | 560 Nm @ 1500-3000                                         | 630 Nm @ 1500-2500                                           | 740 Nm @ 2000-3000                                            |        |        |
| Tracción                       | Total (xDrive)                                             | Total (xDrive)                                               | Total (xDrive)                                                |        |        |
| Transmisión                    | Automática, 8 velocidades                                  | Automática, 8 velocidades                                    | Automática, 8 velocidades                                     |        |        |
| Peso                           | 2140 kg                                                    | 2180 kg                                                      | 2260 kg                                                       |        |        |
| Aceleración 0–100 km/h         | 6.7 s                                                      | 5.8 s                                                        | 5.2 s                                                         |        |        |
| Velocidad máxima               | 230 km/h                                                   | 240 km/h                                                     | 250 km/h (Limitada electrónicamente)                          |        |        |
| Consumo combinado (L/100 km)   | 6.0                                                        | 6.2-6.3                                                      | 6.6                                                           |        |        |
| Normativa anticontaminación    | Euro 6                                                     | Euro 6                                                       | Euro 6                                                        | Euro 6 | Euro 6 |

## Tercera generación (G06, 2020-presente)
Actualmente se comercializa la tercera generación del BMW X6 desde el año 2020. El BMW X6 se caracteriza por representar la visión más prestacional de la gama X de BMW, aunque cuenta con un hermano menor, denominado BMW X4, con quien comparte la misma filosofía de SUV coupé. 
El BMW X6 es realmente un X5 con más carga estética, más personalidad y un diseño más dinámico, algo que afecta a su carácter práctico. Se fabrica en la planta de BMW en Spartanburg, en Carolina del Sur (Estados Unidos). El precio del BMW X6 parte desde cifras próximas a los 90.000 euros.
Estéticamente, el BMW X6 guarda grandes semejanzas con el BMW X5, con quien comparte arquitectura y plataforma, pero es más largo, ancho y bajo que éste; sin embargo su zaga está caracterizada por una marcada caída del techo y el portón posterior para conferir esa característica silueta coupé. 
Por primera vez en este modelo, están disponibles las luces largas láser heredadas del BMW i8, que alcanzan unos 500 metros de distancia, en combinación con los faros Matrix LED. La zaga recuerda a la de los BMW Serie 8, con ópticas afiladas, un spoiler marcado y un paragolpes de diseño recargado. Los pilotos traseros, con tecnología LED, ofrecen un corte horizontal y tamaño XXL, ocupando casi la mitad del ancho del coche.
Exteriormente, BMW ha instalado en el X6 una parrilla de grandes dimensiones, en consonancia con la línea de diseño más actual, al igual que en los Serie 7 o X7. Como curiosidad, la calandra delantera puede iluminarse permitiendo circular con ésta iluminada, o encenderla cuando abramos el coche. BMW ha conseguido homologar este detalle gracias a que la iluminación de los riñones es considerada como parte de cada faro delantero, lo que permite hacerlo legal.
La gama de propulsores del BMW X6 está compuesta por propulsores diésel y gasolina, de 6 cilindros en línea o 8 cilindros en uve, y todos sobrealimentados. Todas estas mecánicas están asociadas a un sistema de tracción total XDrive y a un cambio automático de 8 relaciones por convertidor de par. 
En la gama diésel encontramos un X6 xDrive30d de 265 CV, que acelera hasta 100 km en 6,5 segundos, y un X6 xDrive M50d de 400 CV y cuatro turbos, que acelera hasta 100 km en 5,2 segundos. En gasolina la gama ofrece un X6 xDrive40i de 333 CV, que acelera de 0 a 100 km/h es de 5,5 segundos, y un BMW X6 M con una potencia de 600 CV capaz de acelerar de 0 a 100 km/h en 3,9 segundos, para rivalizar con el Mercedes-AMG GLE Coupé 63 o el Porsche Cayenne Turbo Coupé (550). El BMW X6 M de la segunda generación instaló un motor 4.4 V8 Twin-Turbo de 575 CV capaz de llevar a este SUV hasta los 250 Km/h de velocidad máxima y conseguir hacer el 0-100 Km/h en 4,2 segundos.
El sistema de tracción total xDrive envía toda la potencia a las ruedas traseras en condiciones normales y sólo envía potencia delante cuando se necesita. Las versiones más deportivas, tienen de serie el sistema de escape deportivo, que es opcional para el resto. En las versiones más potentes está disponible el paquete opcional Offroad, que incluye un diferencial trasero autoblocante controlado electrónicamente, que dota al X6 de mejores aptitudes para circular fuera del asfalto a través de varios modos de conducción: nieve, gravilla, tierra y rocas. Por último, la incorporación de eje trasero direccional en algunas versiones añade un plus de maniobrabilidad en espacios pequeños y mejora el comportamiento en carretera.

### Motorizaciones
| Periodo                        | 2020-presente                                             | 2020-presente                                   | 2020-presente                                   |        |
| Identificación del motor       | B58                                                       | B58 TUB44                                       | N63 TUB44                                       |        |
| Tipo de motor                  | L6 24v, inyección directa, turbo twin-scroll, intercooler | V8 32v, inyección directa, biturbo, intercooler | V8 32v, inyección directa, biturbo, intercooler |        |
| Diámetro x carrera             | 84.0 mm × 89.6 mm                                         | 89.0 mm × 88.3 mm                               | 89.0 mm × 88.3 mm                               |        |
| Cilindrada                     | 2998 cm³                                                  | 4395 cm³                                        | 4395 cm³                                        |        |
| Relación de compresión         | 11.0: 1                                                   | 10.5: 1                                         | 10.5: 1                                         |        |
| Potencia máxima: CV (kW) @ rpm | 333 CV (245 kW) @ 5800-6250                               | 530 CV (390 kW) @ 5500-6000                     | 600 CV (441 kW) @ 6000-6500                     |        |
| Par máximo: Nm @ rpm           | 450 Nm @ 1200-5000                                        | 750 Nm @ 1750-4500                              | 750 Nm @ 2200-5000                              |        |
| Tracción                       | Total (xDrive)                                            | Total (xDrive)                                  | Total (xDrive)                                  |        |
| Transmisión                    | Automática, 8 velocidades                                 | Automática, 8 velocidades                       | Automática, 8 velocidades                       |        |
| Peso                           | 2070 kg                                                   | 2210 kg                                         | 2270 kg                                         |        |
| Aceleración 0–100 km/h         | 5.7 s                                                     | 4.3 s                                           | 3.9 s                                           |        |
| Velocidad máxima               | 248 km/h                                                  | 250 km/h (Limitada electrónicamente)            | 250 km/h (Limitada electrónicamente)            |        |
| Consumo combinado (L/100 km)   | 8.8                                                       | 10.4                                            | 12.5                                            |        |
| Normativa anticontaminación    | Euro 6                                                    | Euro 6                                          | Euro 6                                          | Euro 6 |

| Periodo                        | 2020-presente                                              | 2020-presente                                                | 2020-presente                                                 |        |        |
| Identificación del motor       | B57 D30OL                                                  | B57 D30 TOP                                                  | B57 30S                                                       |        |        |
| Tipo de motor                  | L6 24v, inyección directa, common-rail, turbo, intercooler | L6 24v, inyección directa, common-rail, biturbo, intercooler | L6 24v, inyección directa, common-rail, triturbo, intercooler |        |        |
| Diámetro x carrera             | 84.0 mm × 90.0 mm                                          | 84.0 mm × 90.0 mm                                            | 84.0 mm × 90.0 mm                                             |        |        |
| Cilindrada                     | 2993 cm³                                                   | 2993 cm³                                                     | 2993 cm³                                                      |        |        |
| Relación de compresión         | 16.5: 1                                                    | 16.5: 1                                                      | 16.5: 1                                                       |        |        |
| Potencia máxima: CV (kW) @ rpm | 265 CV (195 kW) @ 4000                                     | 340 CV (250 kW) @ 4400                                       | 400 CV (294 kW) @ 4000-4400                                   |        |        |
| Par máximo: Nm @ rpm           | 620 Nm @ 1500-3000                                         | 700 Nm @ 1500-2500                                           | 760 Nm @ 2000-3000                                            |        |        |
| Tracción                       | Total (xDrive)                                             | Total (xDrive)                                               | Total (xDrive)                                                |        |        |
| Transmisión                    | Automática, 8 velocidades                                  | Automática, 8 velocidades                                    | Automática, 8 velocidades                                     |        |        |
| Peso                           | 2085 kg                                                    | 2190 kg                                                      | 2235 kg                                                       |        |        |
| Aceleración 0–100 km/h         | 6.5 s                                                      | 5.5 s                                                        | 5.2 s                                                         |        |        |
| Velocidad máxima               | 230 km/h                                                   | 245 km/h                                                     | 250 km/h (Limitada electrónicamente)                          |        |        |
| Consumo combinado (L/100 km)   | 6.1                                                        | 5.8                                                          | 6.9                                                           |        |        |
| Normativa anticontaminación    | Euro 6                                                     | Euro 6                                                       | Euro 6                                                        | Euro 6 | Euro 6 |